# Cristóbal Balenciaga Eizaguirre
Cristóbal Balenciaga Eizaguirre (Getaria, Guipúscoa, 21 de gener de 1895 - Xàbia, 23 de març de 1972), més conegut com a Balenciaga, va ser un prestigiós dissenyador de moda considerat un dels creadors més importants de l'alta costura, i un dels dissenyadors més importants d'Espanya. Va dur a terme el seu treball principalment a la ciutat de París durant més de tres dècades. Anteriorment va rebre formació de sastre i va tenir diverses marques pròpies a Espanya. Contemporani de Coco Chanel i Christian Dior, és el modista d'alta costura espanyol més important de la història. Segons les seves pròpies paraules, "un modista ha de ser un arquitecte pels plans, un escultor per les formes, pintor pels colors, músic per l'harmonia i filòsof en el sentit de la mesura".
Va imposar un estil totalment innovador presentant una línia d'espatlles caigudes, cintura amb pinces i malucs arrodonits. Va començar a tenir reconeixement als anys 50, i en les seves col·leccions destacaven els vestits negres, els abrics quadrats sense coll ni botons, les mànigues japoneses, el vestit túnica o les peces impermeables transparents.

## Biografia
Va néixer a la petita localitat de Getaria, al País Basc, en una família catòlica practicant. El seu pare era pescador i la seva mare era costurera d'importants famílies de la zona, entre les quals destacava la dels marquesos de Casa Torres. Tot plegat va produir que l'iniciés a la costura la seva mare, Martina Eizaguirre. El reeixit gust de la marquesa i el seu esplèndid guarda-roba que havia adquirit en els millors establiments de París i Londres, van fer que el jove Balenciaga s'introduís en un món de refinament propi de les elits culturals europees. La marquesa li va proposar un repte al jove, tot observant les ganes que tenia d'aprendre l'ofici: li va donar un tros de teixit i un dels seus vestits més exclusius amb l'objectiu que el copiés i li demostrés el seu talent. El resultat va ser excel·lent i la marquesa es va convertir en la seva mecenes.
El 1907 es va traslladar a Sant Sebastià on va iniciar el seu període d'aprenent de sastre en alguns dels millors establiments del moment, com a Casa Gómez i a New England. Més tard, el 1911, va començar a treballar en els grans magatzems d'Au Louvre de Sant Sebastià, i en tan sols dos anys va ser nomenat cap de taller de confeccions per senyora. El seu treball a Au Louvre li va proporcionar l'oportunitat de conèixer París, i les grans cases de costura de la capital internacional de la moda.

## Carrera
El 1914 es va traslladar a Bordeus on va treballar en una coneguda casa de moda propietat d'uns amics. Va ser el 1917, quan va establir la seva pròpia casa denominada C. Balenciaga, al número 2 del carrer Vergara de Sant Sebastià.
El 1918 es va associar amb els comerciants Benita i Daniela Lizaso, i el 1919 va constituir formalment junt amb les germanes Lizaso, la societat Balenciaga per un període de sis anys. Aquesta nova empresa segueix al carrer Vergara, 2.
Sis anys més tard, el 1924, es va dissoldre la societat Balenciaga i es va establir en solitari amb el nom de Cristóbal Balenciaga, al número 2 de l'avinguda de la Llibertat de Sant Sebastià. És durant aquest període, quan la reina Maria Cristina i la infanta Isabel Alfonsa es van fer clientes seves, fet que va donar lloc al fet que altres dames de la família reial i la cort ho fossin també. El 1927 va fundar una nova empresa dedicada a l'alta modisteria tradicional, amb el nom d'Eisa Costura, al número 10 del carrer Oquendo de Sant Sebastià.
El 1931 es va proclamar la Segona República Espanyola i això va provocar l'exili de moltes de les seves clientes. Es veu obligat a replantejar el seu negoci, i el 1932 va obrir un nou establiment de modisteria anomenant B.E. Costura, a la capital guipuscoana, al carrer Santa Catalina, 6.
El 1933 funda un nou establiment sota el nom d'Eisa B.E. Costura, obre una sucursal a Madrid, i l'any 1935, una altra a Barcelona.
El 1936 abandona el país i es muda a París.
Un any més tard va constituir la societat Balenciaga amb Nicolás Bizcarrondo i Wladzio d'Attainville. El 5 d'agost va presentar, amb un gran èxit, la seva primera col·lecció d'alta costura.
El 1938 va canviar la denominació del seu establiment de Sant Sebastià, que va passar a dir-se Eisa Costura. A Barcelona i a Madrid, també van passar a dir-se així.
En 1939 Balenciaga va presentar una nova col·lecció amb influències de la moda del segle xvii i el Segon Imperi Francès. L'èxit dels seus vestits "Infanta" va ser irresistible, en la dècada dels 40 les creacions de Balenciaga presentaven influències de la indumentària espanyola, pels seus brodats i les passamaneries. És en aquest any, quan s'anticipa al "New Look" de Christian Dior, i remarca la silueta femenina, posant especial èmfasi a destacar la cintura i els malucs més rodons.
Dos anys després de finalitzar la Segona Guerra Mundial, el 1947, va néixer el seu primer perfum amb el nom de "Le Dix", i presentar la seva línia denominada tonneau o barril, iniciant una interessant etapa d'experimentació del volum al voltant del tall i l'esquena.
El 1951 Balenciaga va optar per la fluïdesa i fuig de les figures amb cotilla que s'havien portat fins al 1947. Seguint els principis que van guiar la línia barril, va introduir el vestit semi entallat, característic pel seu volum a l'esquena que contrastava amb el tall ajustat a la part frontal.
El 1955 va presentar la túnica, un vestit de dues peces de línies rectes i depurades, que envolta el cos sense oprimir-lo. A la túnica, li va seguir, el 1957 el vestit sac, un pas més en l'evolució que va començar amb la línia barril del 1947. Les seves creacions de línies pures van continuar revolucionant la moda del moment.
El 1958 va presentar el vestit "baby doll" (caracteritzat per tractar-se d'una silueta trapezoïdal molt senzilla que elimina el tall), i els vestits de cua de gall d'indi, més llargs per darrere que per davant. El govern francès li va atorgar el títol de Chevalier d'Honneur pels seus serveis a la indústria de la moda. La premsa internacional el va consagrar com "el Maestro" i el rei de l'alta costura.
El 1959 els vestits sastre, van presentar una nova línia amb jaquetes curtes i talls pujats. Van destacar en les creacions de nit l'estil imperial amb tall alt.
L'any 1960, Balenciaga va dissenyar el vestit de núvia de Fabiola de Mora i Aragó, neta de la Marquesa de Casa Torres, i futura reina de Bèlgica. L'any 1963 va presentar un estil esportiu amb una gran elegància, i va sorprendre amb la introducció de les primeres botes d'alta costura realitzades per Mancini.
El 1967 va introduir formes cada vegada més pures i abstractes. Periodistes i clientes van aclamar la col·lecció pel seu destacat mestratge i originalitat. Un any més tard dissenya els uniformes de les hostesses d'Air France sent l'únic encàrrec que va fer en el camp del prêt-à-porter. Va presentar la seva última col·lecció a la primavera, i va anunciar el seu comiat, així com el tancament de totes les seves cases de París, Madrid, Barcelona i Sant Sebastià.
Va morir a Xàbia (Alacant), el 23 de març de 1972, i va ser enterrat en el petit cementiri de Guetaria.
Balenciaga, a diferència d'altres modistes de l'època que tan sols elaboraven esbossos de les seves creacions, dominava a la perfecció l'alta costura, de manera que participava en el procés de creació des de l'inici fins al final. Coco Chanel deia d'ell: "és l'únic de nosaltres que és un costurer de veritat". La indubtable tècnica del creador combinava amb el seu singular èxit, extremadament revolucionari per l'època, que li va permetre ser recordat avui en dia com el Rei, capaç de muntar un vestit amb una sola tela, sense gairebé fer-li talls ni costures, en poc temps. La seva habilitat en crear volums i formes va ser sorprenent, perquè donava a les peces un acabat perfecte, quasi escultòric. El seu nivell d'exigència el portava a desfer un vestit sencer si no quedava com ell volia. Creava dissenys exclusius per les seves millors clientes, sense necessitats de proves: la mateixa Marlene Dietrich va confirmar que Balenciaga coneixia les seves mesures i que cap dels seus vestits exigia retocs.
Va ser un apassionat dels grans mestres de la pintura espanyola, especialment de Velázquez i Goya, encara que els seus models també mostraven influències cubistes. La llista de les seves clientes de l'alta societat és molt llarga (a més de Marlene Dietrich, inclou també a Greta Garbo). Les clientes li eren molt fidels, no només pel seu estil, sinó també perquè confeccionava els vestits en molt poc temps i sens a penes proves ni retocs. Organitzava passarel·les privades en el seu taller, allunyat dels focus i la popularitat, portava el seu treball quasi com un artesà més que com un cèlebre dissenyador.

## Actualitat

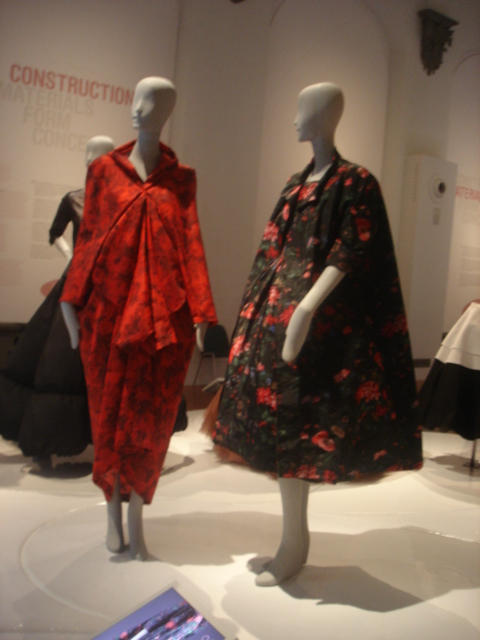
Vestits de Balenciaga a una exhibició a Florència

Fins al final de la segona meitat del segle XX els grans costurers no pensaven que el seu nom pogués sobreviure a la seva mort. Consideraven que els modistes més joves que s'havien format amb ells crearien les seves pròpies marques. En el cas de Balenciaga, van ser aprenents seus Emanuel Ungaro, André Courrèges, Hubert de Givenchy i Òscar de la Renta.
Des de 1978, la marca de Cristóbal Balenciaga ha passat per diferents mans. Avui pertany al Grup Gucci, i el seu director artístic és Alexander Wang (que va succeir a Nicolas Ghesquière). Com ha passat en altres marques de moda que també van perdre als seus creadors originals, els propietaris van anomenar a un director creatiu que orientés la línia dels dissenys. En la història més recent de la moda, les relacions entre la casa i el director artístic han sigut, en general, molt intermitents. La gran majoría ha seguit en el seu lloc molt poc temps. Ghesquière, és un dels pocs modistes que va mantenir una relació estable amb la seva empresa: va treballar a Balenciaga durant 15 anys des de 1997 fins a 2012. Hi ha qui defen la seva labor creativa, però també se li ha acusat d'apartar-se de l'essència del modista.
Inicialment, la casa Balenciaga la va heretar la família del dissenyador, que va mantenir el negoci venent perfums i accessoris. Sis anys més tard es va fer amb ella el grup alemany Hoechst, que el 1986 la va vendre al grup francès de perfums Bogart, dirigit llavors per Jacques Konckier. Paradoxalment, els beneficis de l'empresa l'any 2000 es van deure principalment a les vendes dels perfums i no a la roba. Un any després la va comprar el grup Gucci. Domenico de Sole i el dissenyador texà Tom Ford desitjaven convertir el nom de Balenciaga en una marca global de luxe. Tenien experiència perquè ja eren els propietaris de les bosses i sabates de Bottega Veneta, de la roba de Yves Saint Laurent, dels dissenys de Stella McCartney i d'Alexander McQueen, de les sabates de Sergio Rossi o de les joies de Boucheron.
En la relació de Balenciaga amb el grup Gucci ha sigut molt important l'aportació de Nicolas Ghesquière. En les cases de moda, el director creatiu és el responsable que tots els dissenys, teles, brodats, puntades i esbossos estiguin amb el mateix to, sempre perfectament afinats. Al principi, el jove Nicolas Ghesquière –va entrar a la firma quan només tenia 26 anys– va dirigir aquesta sense allunyar-se de les bases de Balenciaga i va obtenir el Premi al Millor Dissenyador de l'Any el 2000 i, dotze mesos després, el Premi al Millor Modista Internacional. Va acabar centrant els seus esforços en el prêt-à-porter, un concepte molt allunyat de l'alta costura. El prêt-à-porter també pot ser disseny de luxe, però la decisió va ser molt criticada pel món de la moda, dient que les essències de Balenciaga es perden al fer prêt-à-porter.

## Exposició i museu Balenciaga

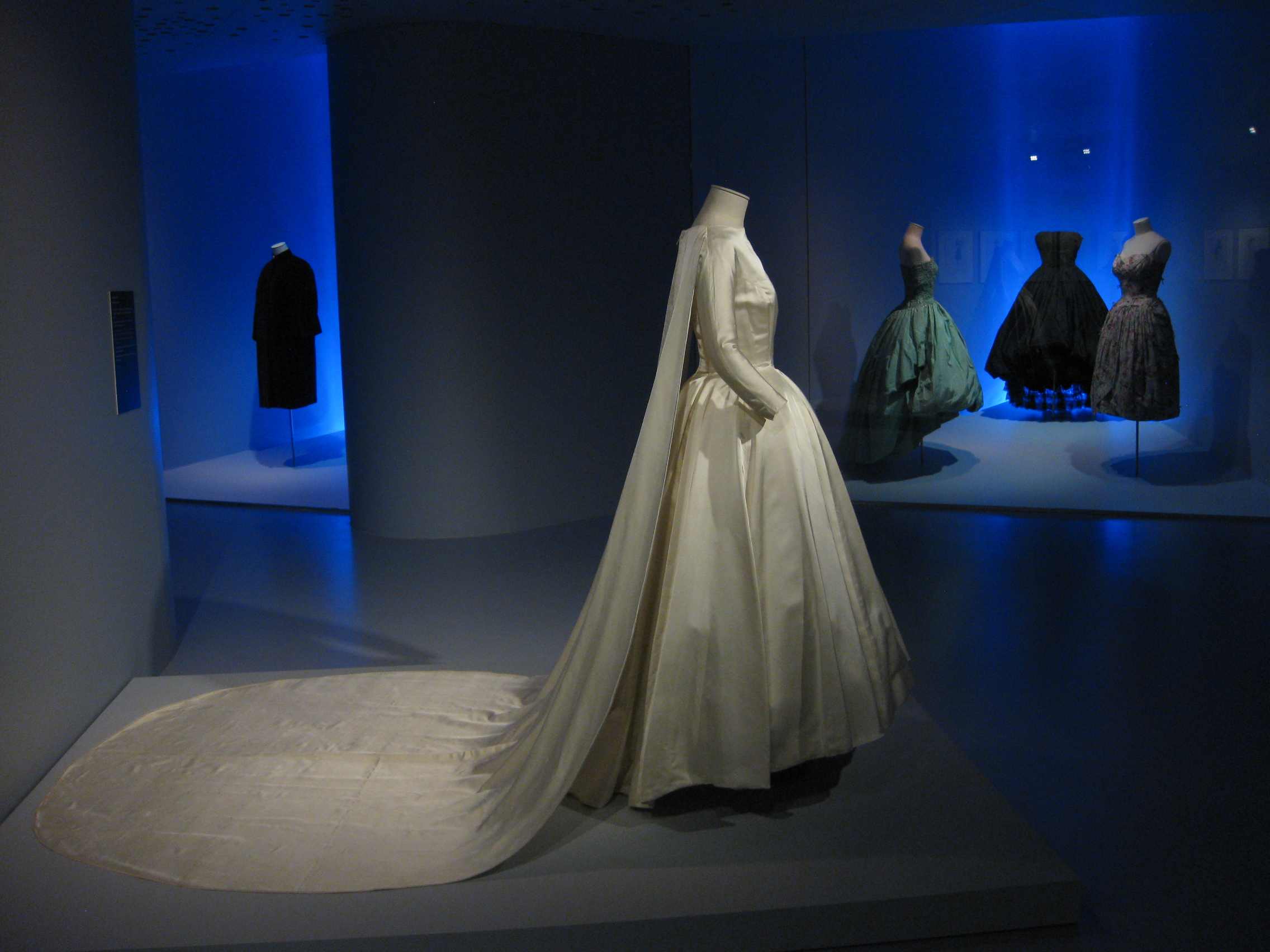
Museu Balenciaga

La seva obra ha sigut objecte de nombroses exposicions museístiques, començant pel Museu Metropolità de Nova York. El seu amic, l'escultor Eduardo Chillida, li va fer una escultura-homenatge. El Museu Balenciaga, esbiaixat en un procés judicial sobre presumptes irregularitats en la seva gestió, es va inaugurar a Guetaria el 10 de juny del 2011. El museu consta d'unes 1.200 peces, encara que tan sols una part es mostra simultàniament. Les obres estan exposades sobre maniquins invisibles. El Museu Tèxtil i d'Indumentària de Barcelona té una extensa col·lecció de vestits i complements (especialment barrets) de Balenciaga. El Museo del Traje de Madrid també té una col·lecció de moda que inclou vestits de Balenciaga.